# Mont Saskatchewan
Pour les articles homonymes, voir Saskatchewan (homonymie).
Le mont Saskatchewan, en anglais : Mount Saskatchewan, est une montagne située dans la vallée de la rivière Saskatchewan Nord dans le parc national de Banff, dans les Rocheuses canadiennes dans la province d'Alberta, au Canada. Elle s'élève à 3 342 m d'altitude.
John Norman Collie baptise la montagne en 1898 en référence à la rivière Saskatchewan. La première ascension est réussie en 1923 par Conrad Kain, W.S. Ladd et J. Monroe Thorington.
Un sommet baptisé Lighthouse Tower (2 960 m) est situé sur le versant est de la montagne. Il est escaladé en 1964 par G. Boehnisch et L. Mackay.